# Bartold Cuno von Bülow
Bartold Cuno von Bülow (1702 – 28. januar 1771) var en dansk officer.
Han var en søn af hannoveransk oberst Bartold Dietrich von Bülow og Sibylla Hedevig von Bülow. Allerede 1728 blev han kaptajn ved det gamle sjællandske gevorbne regiment, og 1735 forsattes han til Garden til Fods, hvor han avancerede til major 1740. Senere stod han som oberstløjtnant ved oldenborgske bataljon fra 1750 til 1754, da han blev oberst og chef for slesvigske nationale regiment i Flensborg. Han blev generalmajor 1759 og førte hærens 7. brigade ved dens indrykning i Mecklenburg under Claude-Louis de Saint-Germain 1762. 10. august 1764 blev han gift med Elisabeth Vilhelmine Skinkel (død 5. juli 1771), datter af oberstløjtnant Skinkel og Henriette Marie f. von der Pfordten. Han blev udnævnt til Ridder af Dannebrog 1768, til generalløjtnant 1769 og døde 28. januar 1771.